# Équipe de France de football à la Coupe du monde 1978
Cet article relate le parcours de l’Équipe de France de football lors de la Coupe du monde de football de 1978 organisée en Argentine du 1er juin au 25 juin 1978.

## Effectif
| Numéro / Nom       | Numéro / Nom               | Club                   | Date de naissance | J.              | Buts            | Rouge           | J/R             | Jaune           |
| Gardiens de but    | Gardiens de but            | Gardiens de but        | Gardiens de but   | Gardiens de but | Gardiens de but | Gardiens de but | Gardiens de but | Gardiens de but |
| ------------------ | -------------------------- | ---------------------- | ----------------- | --------------- | --------------- | --------------- | --------------- | --------------- |
| 1                  | Dominique Baratelli        | OGC Nice               | 16.12.1947        | 1               | -               | -               | -               | -               |
| 21                 | Jean-Paul Bertrand-Demanes | FC Nantes              | 23.05.1952        | 2               | -               | -               | -               | -               |
| 22                 | Dominique Dropsy           | RC Strasbourg          | 09.12.1951        | 1               | -               | -               | -               | -               |
| Défenseurs         |                            |                        |                   |                 |                 |                 |                 |                 |
| 2                  | Patrick Battiston          | FC Metz                | 12.03.1957        | 1               | -               | -               | -               | -               |
| 3                  | Maxime Bossis              | FC Nantes              | 25.06.1955        | 2               | -               | -               | -               | -               |
| 5                  | François Bracci            | Olympique de Marseille | 31.10.1951        | 1               | -               | -               | -               | -               |
| 4                  | Gérard Janvion             | AS Saint-Étienne       | 21.08.1953        | 2               | -               | -               | -               | -               |
| 6                  | Christian Lopez            | AS Saint-Étienne       | 15.03.1953        | 2               | 1               | -               | -               | -               |
| 7                  | Patrice Rio                | FC Nantes              | 15.08.1948        | 1               | -               | -               | -               | -               |
| 8                  | Marius Trésor              | Olympique de Marseille | 15.01.1950        | 3               | -               | -               | -               | -               |
| Milieux de terrain |                            |                        |                   |                 |                 |                 |                 |                 |
| 9                  | Dominique Bathenay         | AS Saint-Étienne       | 13.02.1954        | 2               | -               | -               | -               | -               |
| 10                 | Jean-Marc Guillou          | OGC Nice               | 20.12.1945        | 1               | -               | -               | -               | -               |
| 11                 | Henri Michel               | FC Nantes              | 28.10.1947        | 2               | -               | -               | -               | 1               |
| 12                 | Claude Papi                | SC Bastia              | 16.04.1949        | 1               | -               | -               | -               | -               |
| 13                 | Jean Petit                 | AS Monaco              | 25.09.1949        | 1               | -               | -               | -               | -               |
| 15                 | Michel Platini             | AS Nancy-Lorraine      | 21.06.1955        | 3               | 1               | -               | -               | 1               |
| Attaquants         |                            |                        |                   |                 |                 |                 |                 |                 |
| 14                 | Marc Berdoll               | Olympique de Marseille | 06.04.1953        | 2               | 1               | -               | -               | -               |
| 16                 | Christian Dalger           | AS Monaco              | 18.12.1949        | 1               | -               | -               | -               | -               |
| 17                 | Bernard Lacombe            | Olympique lyonnais     | 15.08.1952        | 2               | 1               | -               | -               | -               |
| 18                 | Dominique Rocheteau        | AS Saint-Étienne       | 14.01.1955        | 2               | 1               | -               | -               | -               |
| 20                 | Olivier Rouyer             | AS Nancy-Lorraine      | 01.12.1955        | 2               | -               | -               | -               | -               |
| 19                 | Didier Six                 | RC Lens                | 21.08.1954        | 3               | -               | -               | -               | 1               |
| Sélectionneur      |                            |                        |                   |                 |                 |                 |                 |                 |
|                    | Michel Hidalgo             |                        | 22.03.1933        |                 |                 |                 |                 |                 |

## Qualification
La France est placée dans le groupe 5 avec la Bulgarie et l'Irlande.
| Date             | Ville  | Équipe 1             | Équipe 2             | Résultat |  |
| 9 octobre 1976   | Sofia  | Bulgarie             | France               | 2 - 2    |  |
| 17 novembre 1976 | Paris  | France               | République d'Irlande | 2 - 0    |  |
| 30 mars 1977     | Dublin | République d'Irlande | France               | 1 - 0    |  |
| 16 novembre 1977 | Paris  | France               | Bulgarie             | 3 - 1    |  |

Le match Bulgarie-France est resté dans les mémoires à cause de l'arbitre écossais Ian Foote. Ce dernier avait refusé un but valable à Platini et sur la contre-attaque il valida le but de l'attaquant bulgare qui était pourtant hors-jeu. Dans les dernières secondes de la partie M. Foote accorda un penalty imaginaire en faveur des Bulgares. À la suite de cette décision, le journaliste Thierry Roland qui commentait le match pour la télévision déclara en direct à l'antenne : « M. Foote, vous êtes un salaud ». Le penalty, tiré par Bonev, fut raté et les Bleus repartirent de Sofia avec le point du match nul.
| Place | Équipe               | Points | Joués | G | N | P | Buts + | Buts - | Diff. |
| 1er   | France               | 5      | 4     | 2 | 1 | 1 | 7      | 4      | +3    |
| 2e    | Bulgarie             | 4      | 4     | 1 | 2 | 1 | 5      | 6      | -1    |
| 3e    | République d'Irlande | 3      | 4     | 1 | 1 | 2 | 2      | 4      | -2    |

## Matchs de préparation
| Date        | Ville             | Équipe 1 | Équipe 2 | Résultat |  |
| 11 mai 1978 | Toulouse          | France   | Iran     | 2 - 1    |  |
| 19 mai 1978 | Villeneuve-d'Ascq | France   | Tunisie  | 2 - 0    |  |

## Tentative d'enlèvement contre le sélectionneur
Le mardi 23 mai 1978, sur une route de Gironde, près de Saint-Savin, où il réside, Michel Hidalgo est victime d'une tentative d'enlèvement. Il se bat contre ses trois agresseurs qu'il neutralise. Cette tentative d'enlèvement intervient en pleine campagne des intellectuels français contre la Coupe du monde. Simone Signoret, Maurice Clavel militent en faveur du boycott du mondial argentin à cause du régime des généraux et des nombreux opposants au régime qui ont disparu.

## Séjour et hébergement
Pour se rendre en Argentine les Bleus prirent le Concorde et le trajet Paris-Rio de Janeiro via Dakar. Toujours en Concorde, une liaison fut ensuite effectuée de Rio vers Buenos Aires où l'équipe de France arriva à l'aéroport d'Ezeiza. Les Bleus séjournèrent pendant la Coupe du monde à l'Hindu Club, avec pour voisins de chambre l'équipe d'Italie qui avait rénové, à leurs frais, le premier étage.

## Phase finale

### Premier tour
L'affaire des chaussures
Avant la Coupe du monde, Adidas l'équipementier de l'équipe France, versait 1 500 francs de primes aux Bleus. Avec le Mondial, la prime était montée à 1 515,15 francs puis à 1 600 francs après des négociations entre Adidas et les joueurs. Mais trois jours avant le match France-Italie, Marius Trésor fut chargé de négocier de nouvelles primes avec François Remetter, l'ancien gardien de but qui représentait la marque Adidas. Face aux refus de la marque allemande d'augmenter les primes, le jour du match France-Italie, les Bleus passèrent un coup de pinceau noir sur les trois bandes ornant leurs chaussures. L'affaire éclatera après le match lorsque le docteur Vrillac, médecin-chef de l'équipe de France, révéla l'affaire au micro d'Europe 1 pour expliquer la défaite face à l'Italie.

#### Groupe 1

##### France-Italie
L'équipe de France ouvre le score après seulement 32 secondes par l'intermédiaire de Bernard Lacombe, à la suite d'un centre de Didier Six. Mais les Italiens finiront par l'emporter 2 buts à 1.
| 2 juin 1978 | Italie                     | 2 - 1   | France      | Estadio José Maria Minella, Mar del Plata       |                                                 |
| 13:45       | Rossi 29e · Zaccarelli 54e | (1 - 1) | Lacombe 1re | Spectateurs : 38 100 Arbitrage : Nicolae Rainea | Spectateurs : 38 100 Arbitrage : Nicolae Rainea |
| 13:45       | (Rapport)                  |         |             | Spectateurs : 38 100 Arbitrage : Nicolae Rainea | Spectateurs : 38 100 Arbitrage : Nicolae Rainea |

##### Argentine-France
Dans une ambiance de folie, l'équipe de France tient tête au pays organisateur. L'Argentine ouvre le score à la suite d'un penalty controversé. En effet, Trésor à la lutte avec Luque touche involontairement le ballon du bras. Dans un premier temps, l'arbitre suisse M. Dubach laisse jouer. Mais sous la pression des joueurs argentins qui se précipitent vers lui, il accorde finalement le penalty. La France égalisera à l'heure de jeu par Platini avant que Six ne rate une grande occasion dix minutes plus tard. À la 73e minute, Luque, d'une frappe lointaine, inscrit le but de la victoire pour l'Argentine. La France est éliminée.
| 6 juin 1978 | Argentine                        | 2 - 1   | France      | Estadio Monumental, Buenos Aires             |                                              |
| 19:15       | Passarella 45e (pen) · Luque 73e | (1 - 0) | Platini 60e | Spectateurs : 71 666 Arbitrage : Jean Dubach | Spectateurs : 71 666 Arbitrage : Jean Dubach |
| 19:15       | (Rapport)                        |         |             | Spectateurs : 71 666 Arbitrage : Jean Dubach | Spectateurs : 71 666 Arbitrage : Jean Dubach |

##### France-Hongrie
Le 10 juin 1978, à Mar del Plata, l’équipe de France porte un maillot rayé vert et blanc contre la Hongrie. Les deux équipes s’étaient présentées sur le terrain avec leur maillot blanc. L'équipe de France était en tort car la FIFA avait demandé à l'équipe de France de se présenter avec son maillot bleu. Le local Club Atlético Kimberley prêta à l’équipe de France ses maillots vert et blanc. Durant ce match, les buts des Bleus sont gardés par Dominique Dropsy qui honore sa première sélection, alors troisième gardien dans la hiérarchie. L'équipe de France devient ainsi la première sélection à avoir fait jouer ses trois gardiens pendant une Coupe du monde.
| 10 juin 1978 | France                                  | 3 - 1   | Hongrie     | Estadio José Maria Minella, Mar del Plata             |                                                       |
| 14:30        | Lopez 23e · Berdoll 38e · Rocheteau 42e | (3 - 1) | Zombori 41e | Spectateurs : 23 127 Arbitrage : Arnaldo Cézar Coelho | Spectateurs : 23 127 Arbitrage : Arnaldo Cézar Coelho |
| 14:30        | (Rapport)                               |         |             | Spectateurs : 23 127 Arbitrage : Arnaldo Cézar Coelho | Spectateurs : 23 127 Arbitrage : Arnaldo Cézar Coelho |

##### Classement

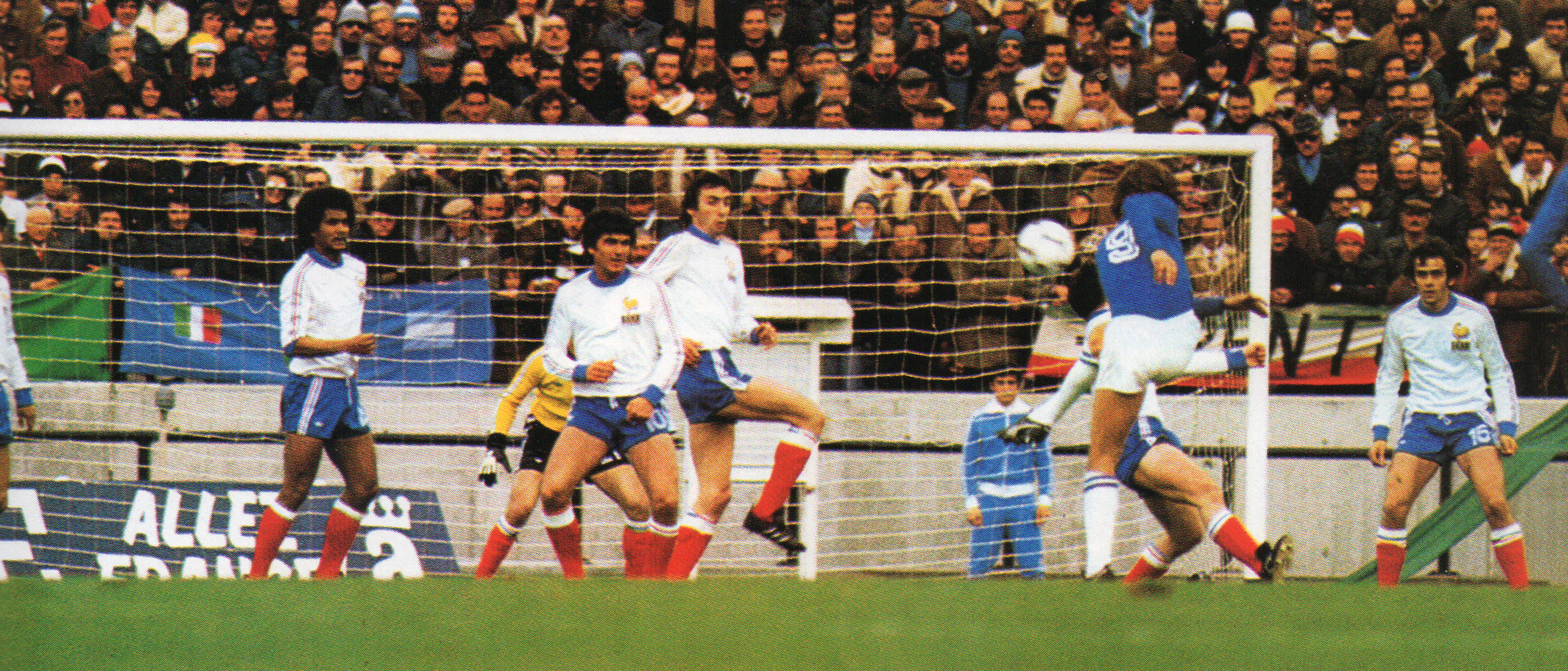
Italie-France, 2 juin 1978 (G. à D. les français Janvion, Guillou, Bossis, et Platini.

| Place | Équipe    | Points | Joués | G | N | P | Buts + | Buts - | Diff. |
| 1er   | Italie    | 6      | 3     | 3 | 0 | 0 | 6      | 2      | +4    |
| 2e    | Argentine | 4      | 3     | 2 | 0 | 1 | 4      | 3      | +1    |
| 3e    | France    | 2      | 3     | 1 | 0 | 2 | 5      | 5      | 0     |
| 4e    | Hongrie   | 0      | 3     | 0 | 0 | 3 | 3      | 8      | -5    |

## Source
- Thierry Hubac, 1904-2004. Un siècle en Bleu, Mango Sport, 2004.